# VG-10
A VG-10-es rozsdamentes acél, magas minőségű kemény pengeacél ötvözet. Kedvelt alapanyag prémium konyhai késeknél, mert jó az éltartóssága és a korrózió állósága. Ugyanakkor az ebből az anyagból készült penge törésre és penge éle kagylós törésre hajlamos. Jó tulajdonságai miatt alkalmazzák sport, katonai és taktikai célokra, de japán kések konyhai változatait is készítik belőle. Kizárólag egy japán cég állítja elő a VG10 -es acélt, a Takefu Special Steel Co. Ltd.

## Összetétele
- Szén      0,95-1,05%
- Króm      14,5-15,5%
- Kobalt    1,3-1,5%
- Mangán    0,5%
- Molibdén  0,9-1,2%
- Foszfor   0,03%
- Szilícium 0,6%
- Vanádium  0,1-0,3%

## Késkészítők akik használják a VG-10-es acélt
- Mcusta
- Al-mar
- Spyderco
- SOG
- Kershaw
- Fallkniven
- KAI Shun
- Chroma Haiku
- Hattori
- Hiro

## Külső hivatkozás
- http://www.e-tokko.com/eng_vg10.htm